# Regionale raad van Hoger Galilea
De regionale raad van Hoger Galilea (Hebreeuws: מועצה אזורית הגליל העליון, Mo'atza Azurit HaGalil HaEliyon) is een regionale raad in Israël.

## Gemeenschappen

### Kibboetsen
| - Ami'ad - Amir - Ayelet HaShahar - Bar'am - Dan - Dafna - Gadot - Gonen | - HaGoshrim - Hulata - Kadarim - Kfar Blum - Kfar Giladi - Kfar HaNassi - Kfar Szold | - Lehavot HaBashan - Mahanayim - Malkia - Manara - Ma'ayan Barukh - Misgav Am - Neot Mordechai | - Sasa - Sde Nehemia - Shamir - Snir - Tzivon - Yiftah - Yiron |

Abu Basma · Alona · al-Batuf · Be'er Tuvia · Beit She'an Vallei · Bnei Shimon · Brenner · Bustan al-Marj · Centraal Arava · Drom HaSharon · Esjkol · Gan Raveh · Gederot · Gezer · Gilboa · Golan · Gush Etzion · Har Hebron · Hefervallei · Hevel Eilot · Hevel Modi'in · Hevel Yavne · Hof Ashkelon · Hof HaCarmel · Hof HaSharon · Jizreëlvallei · Emek HaYarden · Bik'at HaYarden · Lakhish · Lev HaSharon · Lodvallei · Lager Galilea · Ma'ale Yosef · Mateh Asher · Mateh Binyamin · Mateh Yehuda · Megiddo · Megilot · Menashe · Merhavim · Merom HaGalil · Mevo'ot HaHermon · Misgav · Nahal Sorek · Ramat HaNegev · Sha'ar HaNegev · Sdot Negev · Shafir · Shomron · Tamar · Hoger Galilea · Yoav · Zevoeloen